# Lex Visellia de libertis
Die lex Visellia de libertis ist ein in der Zeit zwischen 12 und 24 n. Chr. erlassenes Gesetz zur Regelung der Rechtsstellung von Freigelassenen. Die lex wird der postaugusteischen Zeit zugerechnet. Unter bestimmten Umständen (so etwa mehrjährige Dienstverrichtungen) erhielten Freigelassene das römische Bürgerrecht.